# Maniola parvula
Maniola parvula är en fjärilsart som beskrevs av Hermann Stauder 1915. Maniola parvula ingår i släktet Maniola och familjen praktfjärilar. Inga underarter finns listade i Catalogue of Life.